# Subergorgia verriculata
Subergorgia verriculata är en korallart som först beskrevs av Eugen Johann Christoph Esper 1791.  Subergorgia verriculata ingår i släktet Subergorgia och familjen Subergorgiidae. Inga underarter finns listade i Catalogue of Life.